# Thore Janson
Thore Mauritz Janson, född 22 september 1914 i Hogrän på Gotland, död 13 april 2002 i Sollentuna,  var en svensk klarinettist.
Janson studerade vid Stockholms musikkonservatorium 1933–1939, var regementsmusiker i Visby 1927–1939, förste klarinettist i Gävleborgs läns orkesterförening 1939–1942, i Göteborgs symfoniorkester 1942–1948, samt i Stockholms filharmoniska orkester 1948–1979. Han var lärare vid Kungliga Musikhögskolan 1962–1986 och medlem av Filharmonins blåsarkvintett 1956–1979. Janson invaldes den 22 februari 1973 som ledamot 780 av Kungliga Musikaliska Akademien. Han är gravsatt i minneslunden på Silverdals griftegård.

## Diskografi
- 1957 – Karl-Birger Blomdahl: Trio för klarinett, violoncell och piano (1955)[4]
- 1965 – Sven-Erik Bäck: Favola, för klarinett och slagverk (1962)[5]